# Three Sisters (Verenigde Staten)
De Three Sisters is een complexe vulkaan in de Verenigde Staten in de staat Oregon. Hij bestaat uit drie toppen, elk tot boven de 3000 meter hoog. De zuidtop behaalt 3159m, de middentop 3062m en de noordtop komt op 3074m.
De berg slaapt al 2000 jaar, maar radarmetingen hebben aangetoond dat op de hellingen van de berg in 2003 een flinke bobbel is ontstaan. Dit wijst erop dat vers magma door zijn hogere drijfvermogen naar boven geperst wordt. Een uitbarsting wordt gevreesd. De bergen liggen in het Three Sisters Wilderness Area.